# Tipula inconspicua
Tipula inconspicua är en tvåvingeart som beskrevs av de Meijere 1911. Tipula inconspicua ingår i släktet Tipula och familjen storharkrankar. Inga underarter finns listade i Catalogue of Life.